# Holnap történt – A nagy bulvárfilm
A Holnap történt – A nagy bulvárfilm 2009-ben bemutatott magyar filmvígjáték.

## Fogadtatás
A film premierjére az Uránia Nemzeti Filmszínházban kétmillió forint ellenében díszes külsőségek között került sor. A készítők (mint a rendező Gerencsér Tamás vagy a filmben szintén szereplő Kiszel Tünde) átütő sikert reméltek a produkciótól. A filmet azonban teljes érdektelenség és köznevetség kísérte: bugyutának, szemétnek, silánynak és kaotikus szerkezetűnek találták a nézők és kritikusok egyaránt, ebből kifolyólag érdemi kritikák sem születtek róla. Az Internet Movie Database weboldalán a film értékelése az elérhető lehető legkisebb, tehát 1,0 csillagos. Az értékelők több mint 90%-a ezt a visszajelzést adta. Csak a 2022-ben bemutatott Aranybulla című televíziós sorozatnak sikerült majdnem elérnie ezt a negatív csúcsot.
A filmbe a főleg magánszponzorok által befektetett 50 millió forintnyi támogatás nem térült meg, mert a filmforgalmazók és filmszínházak elzárkóztak a nyilvános vetítésétől. A filmforgatás befejezését követően nem sokkal elhunyt Forgács Rezső, a film egyik szereplője és szponzora, Fehér Anettka férje, aki így nem élhette meg sem a film bemutatóját, sem annak bukását.
A film premierje csúszott, mivel a rendőrség időközben letartóztatta az egyik producert, Pintér György Lászlót. Őt egy 1998-ban elkövetett robbantásos merénylettel gyanúsítottak meg, amelyben egy vállalkozó vesztette életét.
Az HBO tárgyalt a készítőkkel a jogok megvásárlásáról, hogy a filmet televízióban sugározzák. Bár a rendező Gerencsér Tamás nem erősítette meg, de a csatorna 10 millió forintot kínált, ami viszont nem térítené meg a film bukása miatt elúszott befektetéseket.

## Cselekmény
Balatoni házában meggyilkolják Zalatnay Sarolta popdívát. Két bulvárújságíró, Anettka és Tomi főnökük megbízásából a helyszínre utaznak és nyomozásba kezdenek. Hamarosan rá kell jönniük, hogy az ügy sokkal szövevényesebb, mint azt gondolták.

## Szereplők
- Anettka – oknyomozó riporter
- Böröczky József – szállodaigazgató
- Buza Sándor – motoros rendőr
- Csala Zsuzsa – amerikai nagynéni
- Forgács Rezső – főnyomozó
- Gáspár Győző – rendőr
- Gáspárné Balla Bea – újságíró
- Gerencsér Tamás – újságíró gyakornok
- Ihos József – maffiózó
- Kiszel Tünde – barátnő
- Maros Gábor – férj
- Pettkó András – főszerkesztő
- Rák Kati – házvezetőnő
- Terry Black – szerető
- Zalatnay Sarolta – popdíva